# Бузник Анатолій Іванович
Анатолій Іванович Бузник (нар. 21 травня 1961, Миколаїв, СРСР) — радянський та український футболіст болгарського походження[джерело?], захисник, пізніше — тренер.
З 2016 року — генеральний секретар Всеукраїнського об'єднання тренерів з футболу.

## Кар'єра гравця
У 1979 році розпочав свою кар'єру виступами за місцевий «Суднобудівник». У сезонах 1983 і 1984 років виступав за «Дніпро» (Черкаси) і СКА (Київ) відповідно. У 1985 році повернувся в «Суднобудівник», в якому виступав до 1989 року. В 1992 році зіграв 2 матчі у футболці «Артанії». У 1993 році у складі «Миколаєва-2» зіграв 1 матч у кубку України.

## Тренерська кар'єра
У 1991 році закінчив Вищу школу тренерів. У 1992 році працював головним тренером у очаківській «Артанії». Потім допомагав тренувати миколаївський «Евіс», тренував «Поліграфтехніку». Був тренером «Борисфена» та молодіжного складу китайського клубу «Санті». У 2001 році розпочав працювати з молодіжними збірними України.
29 вересня 2010 року зайняв посаду головного тренера кіровоградської «Зірки», з якою працював до 22 серпня 2011 року. З червня 2012 року керував запорізьким «Металургом», а 11 липня 2012 року був затверджений на посаду головного тренера клубу. Однак уже через два дні подав у відставку, у зв'язку з несприйняттям політики клубу. 9 квітня 2014 року знову призначений головним тренером «Зірки», проте 20 жовтня 2014 року після поразки від ПФК «Олександрії» подав у відставку.

## Досягнення

### Як гравця
- Друга ліга СРСР
  -  Бронзовий призер (1): 1985

### Як тренера
- Кубок Другої ліги України
  -  Володар (1): 2000

- Літня Універсіада
  -  Срібний призер (1): 2001

## Нагороди та звання
- Заслужений тренер України (2001)